# Palatul Romanit

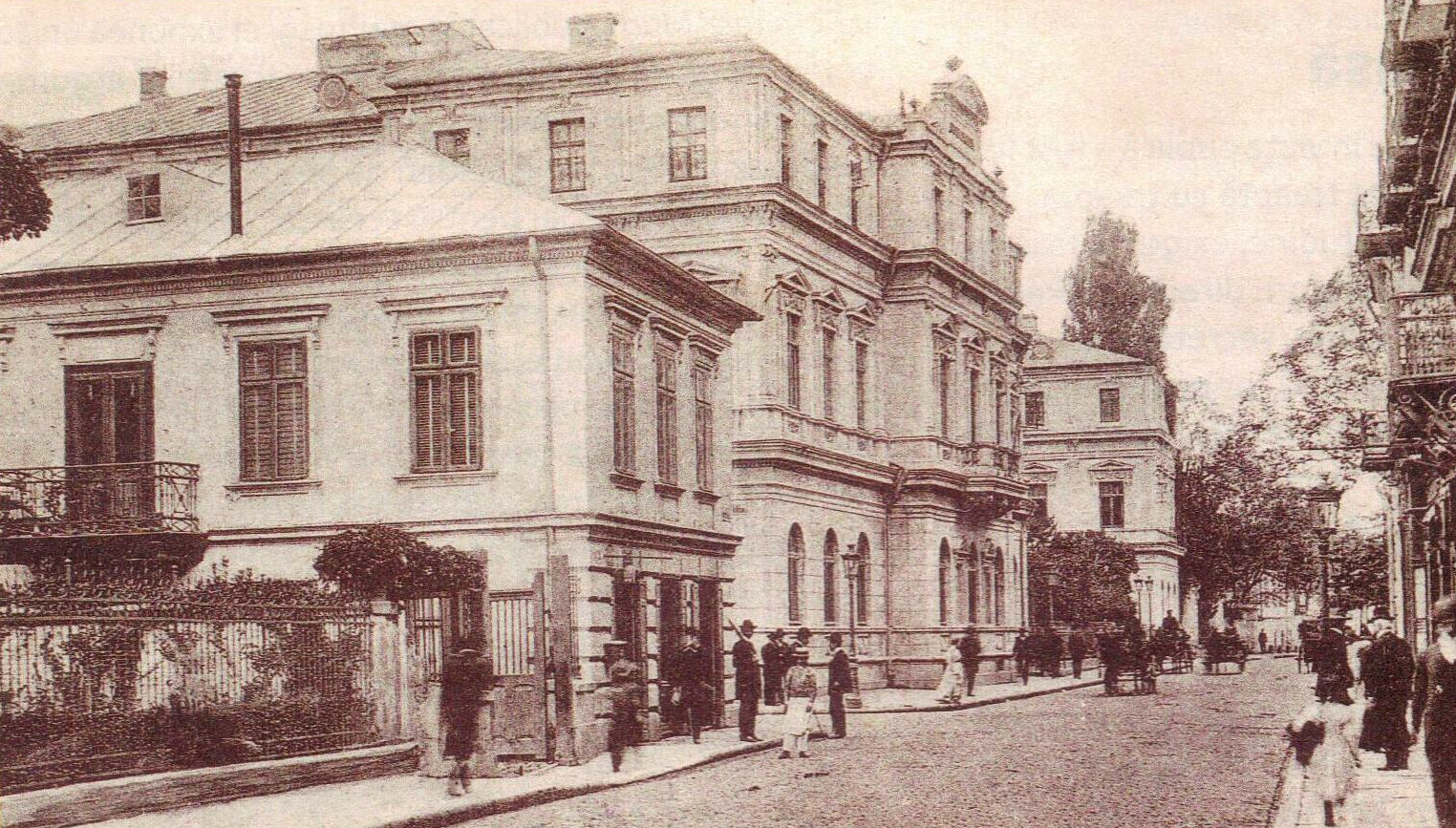
Palatul în jurul anului 1900, pe vreama în care era sediu al Ministerului de Finanțe

Palatul Romanit, sediul Muzeului Colecțiilor de Artă, situat pe Calea Victoriei la numărul 111, este clădire reprezentativă Bucureștiului din secolul al XIX-lea, înălțată de boierul C. Faca, la colțul format de Calea Victoriei (pe atunci Podul Mogoșoaiei) cu Calea Griviței (Podul Târgoviștei).
Faca a murit înainte de a o termina și moștenitorii lui au vândut-o vistiernicului grec Romanit. Acesta a desăvârșit construcția amenajând interioare luxoase pe care scriitorul Ion Ghica (1816-1897) le-a prezentat astfel în memoriile sale: „...pereții odăilor toți cu mermer (stuc), imitând marmorele cele mai rare și mai frumoase, tavanurile de o bogăție rară și de bun gust... Odăile toate așternute iarna cu covoare scumpe de Usack si Agem, iar vara cu rogojini fine de Indii; macaturile și perdelele de mătăsărie groasă de Damasc și Alep. Scaunele și canapelele, toate de lemn de mahon si abanos, incrustate cu sidefuri și cu figuri de bronz poleit, erau îmbracate cu piele de Cordova. In toate odăile, policandre atârnate de tavanuri cu ghirlandele între uși și ferestre, toate de cristal de Veneția.”
După moartea lui Romanit (1834), clădirea a fost închiriată domnitorului Alexandru D. Ghica (1834-1842) care își stabilește aici „cancelaria” — un fel de birou de reclamații. În 1836, casa a fost cumpărată de stat și afectată inițial birourilor Curții administrative iar apoi, pe la jumătatea secolului al XIX-lea, Ministerului de Finanțe. Întrucât acest minister avea nevoie de un spațiu mai mare, clădirea a fost completată cu două noi corpuri dispuse în formă de U larg deschis.